# The Witcher (видео-игра)
The Witcher, на српском Вештац (пољ. Wiedźmin ) је акциони РПГ, хак и слеш видео игра коју је развио CD Projekt RED, а објавио Atari.
Игра се заснива на књигама серијала истог имена, које је написао пољски аутор Анджеј Сапковски. Вештац се одвија у средњовековном фантастичном свету и прати причу о Гералт, један од ретких преосталих "Вештаца" - путујући ловци на чудовишта чудовиште, обдарен неприродним силама. Систем игре се заснива на "моралним изборима" као део приче је познат по својим последицама са закашњењем и недостатком црно-белог морала.
Игра користи БиоВареов Аурора погон. Верзија за конзоле, са потпуно новим погоном и системом борбе, под називом The Witcher: Rise of the White Wolf, требало је да буде пуштен у јесен 2009, али је обустављена због проблема са исплатом програмера, Widescreen Games.
Дана 18. септембра 2009, CD Projekt RED је званично потврдио да је почео да ради на наставку, The Witcher 2: Assassins of Kings, који је објављен 17. маја 2011. године за ПР и 17. априла 2012. године, за Xbox 360. Трећа игра у низу, под називом The Witcher 3: Wild Hunt, објављена је 19. маја 2015.